# Алчевский, Николай Алексеевич
Николай Алексеевич Алчевский (2 (14) сентября 1872 — май 1942) — российский и советский юрист, публицист и преподаватель.

## Биография
Родился 2 (14) сентября 1872 года в Харькове в семье промышленника Алексея Кирилловича Алчевского. Помимо Николая в семье Алчевских было ещё пятеро детей: Дмитрий — учёный-естествоиспытатель, Григорий — композитор и певец, Анна — жена архитектора А. Н. Бекетова, Иван — певец и Христина — поэтесса.
Образование он получил в родном городе: в 1891 году с золотой медалью окончил первую мужскую гимназию, в которой учился с 1884 года; затем — юридический факультет Харьковского университета; был присяжным поверенным. Затем сменил род деятельности: стал преподавать в женской воскресной гимназии, которой заведовала его мать Христина Даниловна. Также был импресарио у своего брата Ивана. После революций 1917 года преподавал украинский и русский язык в 96-й школе Харькова. В 1919 году издал «Рабоче-крестьянский букварь», который стал одним из первых учебников для взрослых.
Затем работал в Харьковском юридическом институте, где занимал должность профессора и преподавал латинский язык. В 1940 году написал воспоминания об актрисе Евлалие Кадминой, которые так и не были опубликованы. Кроме того его перу принадлежат повесть об этой актрисе «Кадмина» и автобиографический роман, которые также не были изданы.
Скончался в мае 1942 года во время немецкой оккупации Харькова от истощения.